# NGC 2957B
NGC 2957B في الفهرس العام الجديد، هي مجرة، تقع في كوكبة التنين. اكتشفت في 4 نوفمبر 1831 بواسطة جون هيرشل.

## روابط خارجية
- NGC 2957B على موقع ويكي سكاي: DSS2, SDSS, GALEX, IRAS, Hydrogen α, X-Ray, Astrophoto, Sky Map, Articles and images